# Kuivaniemi (halvö)
Kuivaniemi är en halvö i Finland. Den ligger i Karttula i landskapet Norra Savolax, i den centrala delen av landet, 300 km norr om huvudstaden Helsingfors.